# Hindustan Aeronautics Limited
Hindustan Aeronautics Limited (гінді हिन्दुस्तान एरनॅटिक्स लिमिटेड), скорочено HAL (гінді हि ए लि) — провідна індійська авіабудівна компанія. Виробляє літаки, вертольоти, авіаційні двигуни, деталі та запчастини, як власної розробки, так і за ліцензією.

## Історія
Компанія була заснована в 1940 році за сприяння влади князівства Майсура і спочатку називалася Hindustan Aircraft. У 1942 році була націоналізована британськими властями і фабрика компанії була перетворена в ремонтний центр для американської військової авіації. Через проблеми з якістю роботи і витратами, в 1943 році управління фабрикою було передано 84-му повітряному депо ВПС Армії США. У 1947 році Індія стала незалежною і компанія перейшла індійському уряду. У 1964 році компанія була об'єднана з Aeronautics India і Aircraft Manufacturing Depot, Kanpur, і перейменована в Hindustan Aeronautics.

## Продукція HAL

### Власні розробки

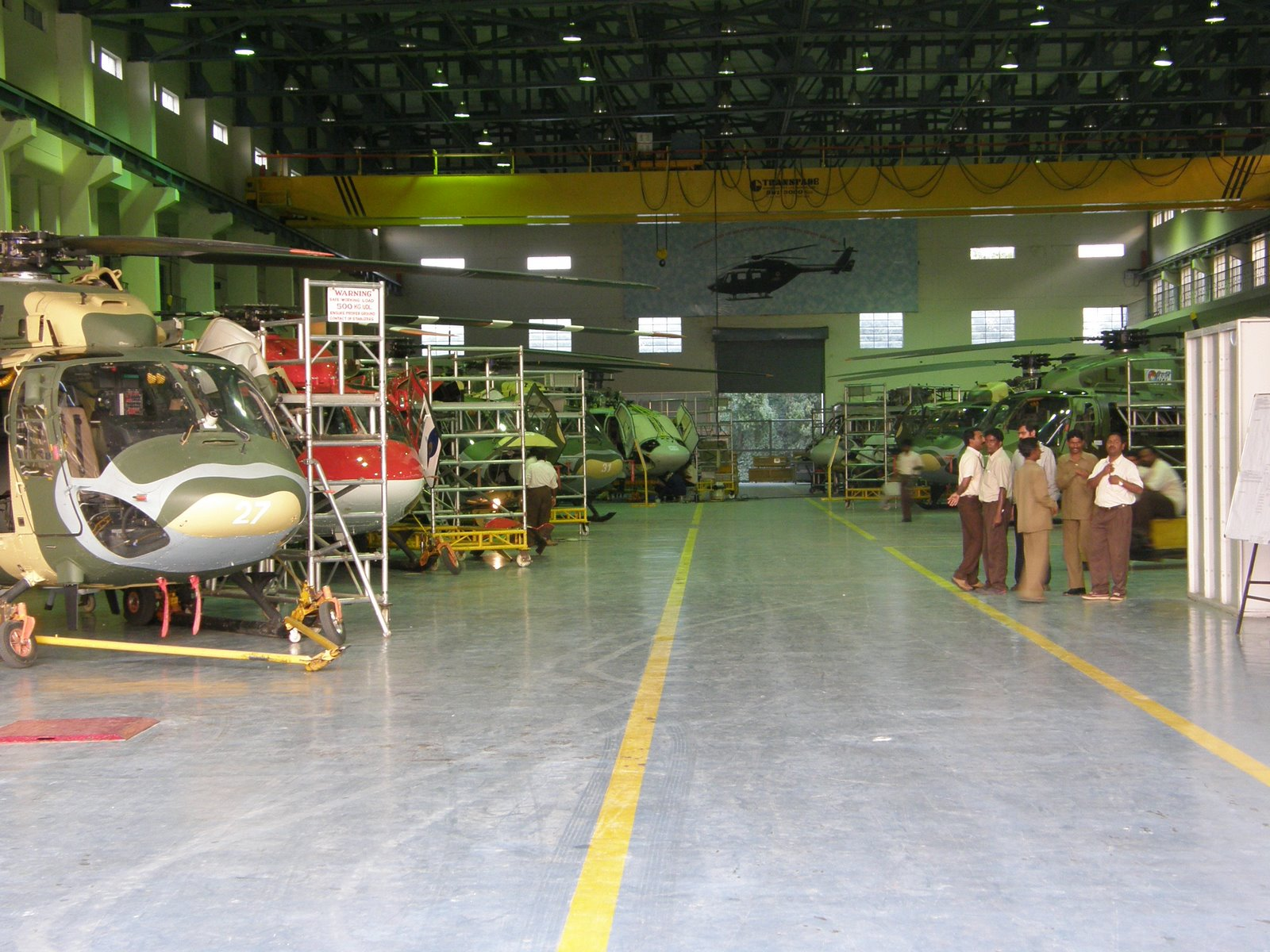
Складальний цех вертольотів HAL Dhruv

Винищувачі:
- HAL HF-24 Marut — перший індійський реактивний винищувач
- HAL Tejas (в розробці)

Навчальні літаки:
- HAL HT-2
- HAL HUL-26 Pushpak
- HAL HJT-16 Kiran
- HAL HPT-32 Deepak
- HAL HJT-36 Sitara (в розробці)

Розвідувальні літаки:
- HAL HAOP-27 Krishak

Цивільні літаки:
- HAL HA-31 Basant

Вертольоти:
- HAL Dhruv
- HAL LCH (в розробці)
- HAL LOH (в розробці)
- HAL MLH (в розробці)

БПЛА:
- Lakshya PTA

### Ліцензійна збірка
Винищувачі:
- Міг-21
- HAL Ajeet (розроблений на базі Folland Gnat)
- Міг-27
- SEPECAT Jaguar
- Су-30МКІ

Навчальні літаки:
- Harlow PC-5
- Percival Prentice
- BAE Hawk

Транспортні і пасажирські літаки:
- Hawker Siddeley HS 748
- Dornier Do 228

Вертольоти:
- Aérospatiale Alouette III
- Aérospatiale Lama